# Apodopsyllus gabesensis
Apodopsyllus gabesensis is een eenoogkreeftjessoort uit de familie van de Paramesochridae. De wetenschappelijke naam van de soort is voor het eerst geldig gepubliceerd in 2010 door Amorri, Veit-Köhler, Drewes & Aissa.